# Guanti da motociclista

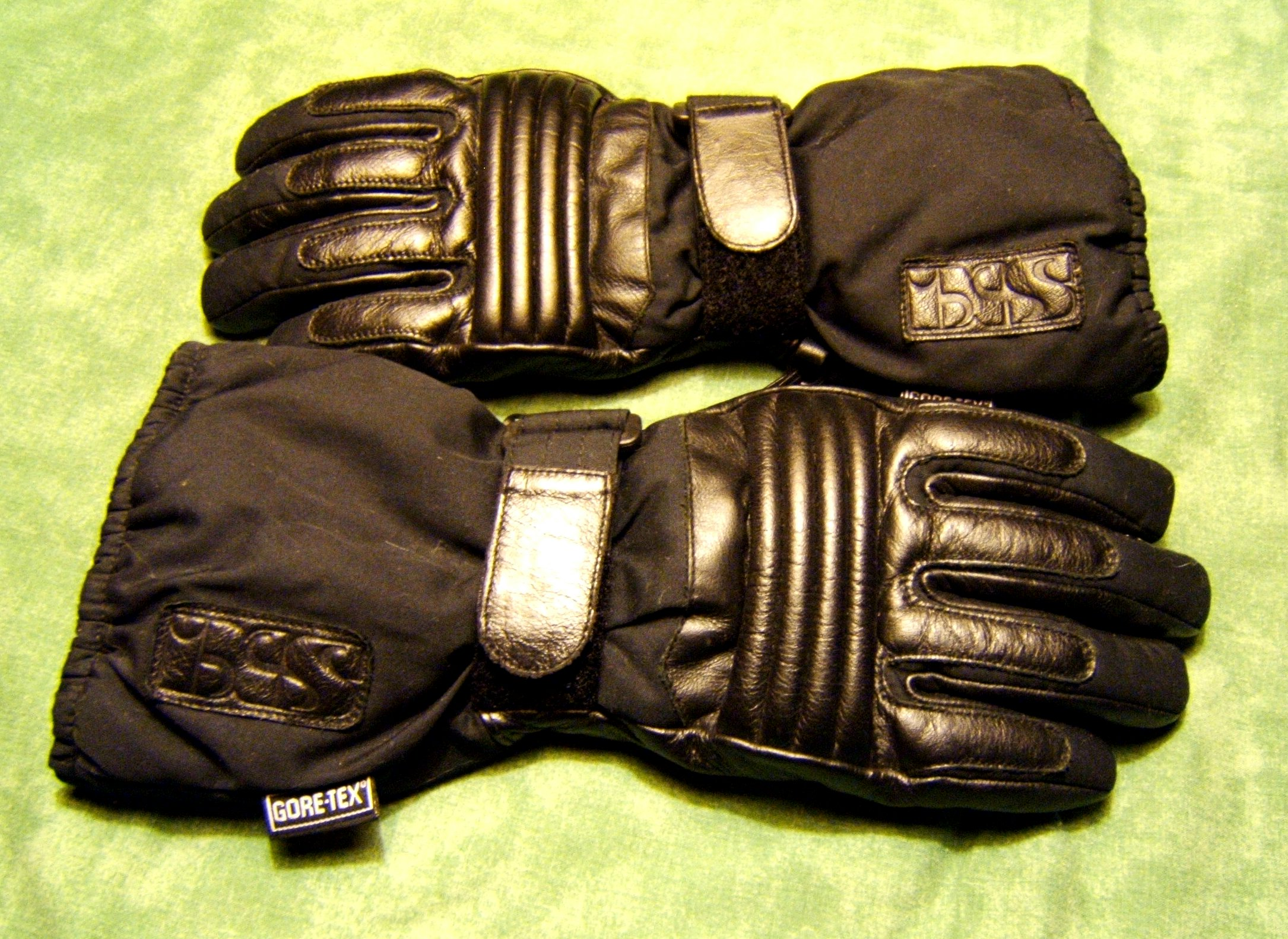
Guanti da motociclismo in struttura mista pelle-goretex, da notare le dita precurvate.

I guanti da motociclista sono dei guanti generalmente realizzati in pelle, che proteggono il motociclista dall'impatto con insetti o altri corpi e nel caso di cadute.
Essi vengono indossati solo quando si guida, poiché sono difficili e scomodi da utilizzare per compiere altre azioni.

## Descrizione

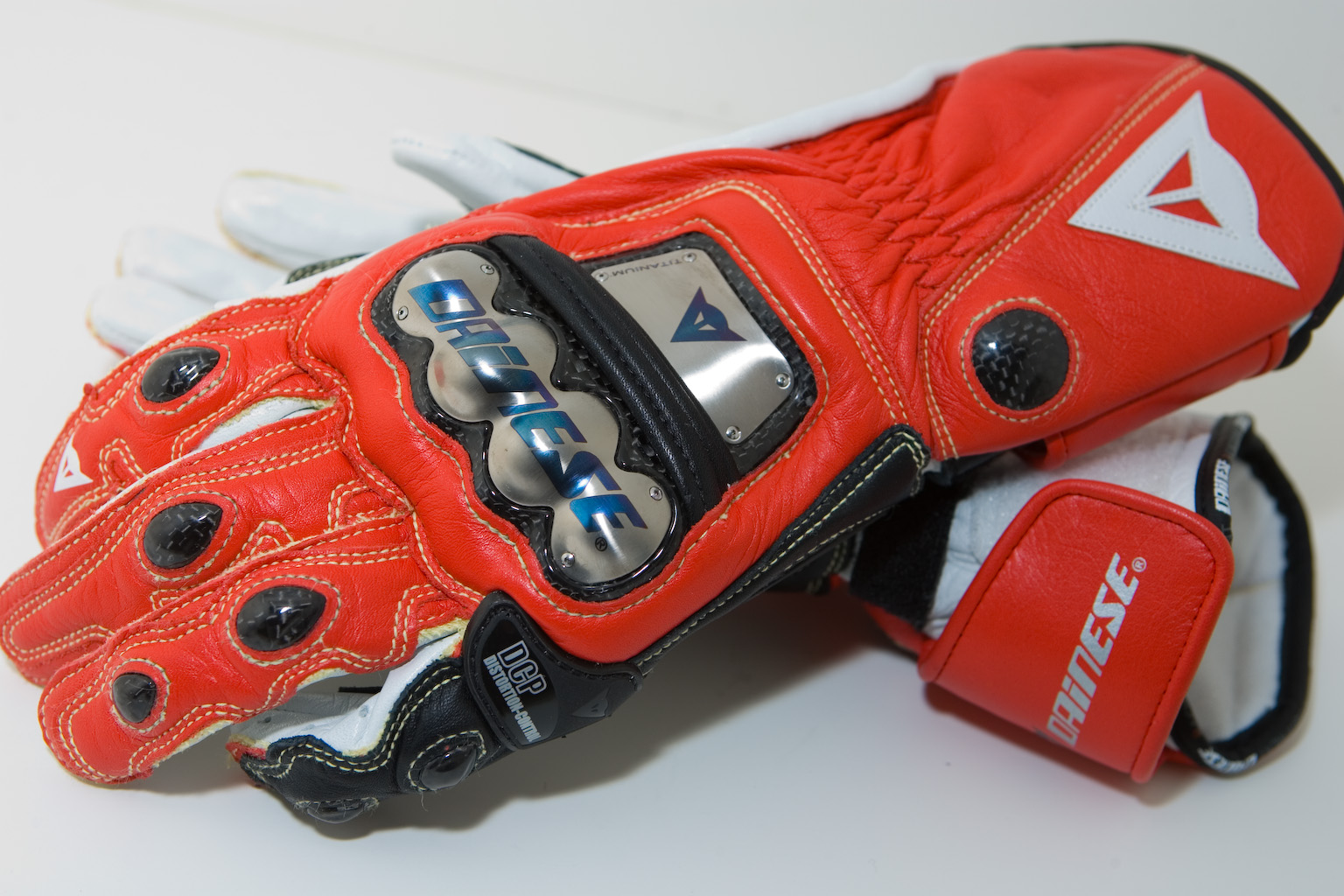
Guanto motociclistico in pelle da gara, caratterizzato dal polsino lungo e inserti rigidi

Solitamente i guanti da motociclista sono strutturati in modo da avere il palmo meno spesso e più flessibile al fine di permettere a chi lo indossa di avere una buona sensibilità ai comandi.
Hanno le dita separate e quasi sempre coperte; raramente i motociclisti utilizzano guanti senza dita, poiché il loro unico scopo è quello di proteggere le mani. Inoltre, le dita sono precurvate per permettere una presa più salda e più ergonomica. Nell'ambito sportivo, i guanti sono spesso contenitivi, in modo da ridurre la formazione di grandi ematomi in caso di trauma.
I guanti da motociclista vengono realizzati in pelle, ma possono essere creati anche con altri materiali o avere una struttura mista. In alcuni casi i modelli in pelle sono traforati per migliorare la traspirazione della mano. Esiste una distinzione tra i modelli con polsino corto e quelli con polsino lungo, che serve per evitare che il vento o qualche insetto s'insinuino nel giubbotto.
Questi guanti possono essere anche dotati di protezioni aggiuntive, come ad esempio dei inserti rigidi (in titanio o carbonio) per le nocche e dorso, più raramente per le dita, che servono per rendere il guanto più resistente alle abrasioni.

Tali inserti in carbonio e kevlar hanno visto la luce nel 1995.